# نجاة الكرعة
نجاة الكرعة هي رياضية بارالمبية مغربية من مواليد 27 يوليو 1982، متخصصة في رياضة رمي القرص (إف 40) .

## مسيرتها
تحصلت الكرعة على الميدالية الفضية في دفع الجلة في بطولة العالم بهولندا (2006)، والميدالية البرونزية في رمي القرص بالألعاب البارالمبية الصيفية 2008 ببكين (2008)، والميدالية الذهبية في رمي القرص ببطولة العالم في نيوزيلاندا (2011) .
كما تمكنت من تحقيق الميدالية الذهبية وتحطيم الرقم القياسي العالمي في رمي القرص في الألعاب البارالمبية الصيفية 2012 بلندن، حيث استطاعت تسجيل (37.32 م)، متقدمة على التونسية روعة التليلي الفائزة بالميدالية الفضية (16.32 م)، فيما آلت الميدالية البرونزية للصينية جينجيميزو مينغ (44.30م) .
واحتلت شقيقتها ليلى الكرعة المركز الرابع بعد تحقيقها (57.25 م).